# Charminster (Bournemouth)
Charminster – część miasta Bournemouth, nad kanałem La Manche, w Anglii, w hrabstwie ceremonialnym Dorset, w dystrykcie (unitary authority) Bournemouth, Christchurch and Poole. Błędnie nazywana Charminster Winton (od połączenia z pobliską dzielnicą), gdyż stanowi oddzielny zespół administracyjny miasta. Leży 42 km na wschód od miasta Dorchester i 148 km na południowy zachód od Londynu.